# 约翰·海因里希·朗伯
约翰·海因里希·朗伯（Johann Heinrich Lambert，1728年8月26日—1777年9月25日），瑞士數學家、物理學家、天文學家和哲學家。

## 生平
朗伯12歲就離開學校，但在從事多份工作之餘，他仍會利用時間讀書進修。這些工作包括當裁縫父親的助手，也做過鐵匠鋪的記帳員、報社的秘書和私人教師。在當私人教師時，他常借助東主家偌大的圖書館來求取學問。

## 貢獻
- 進行光學研究（尤其是吸光度）
- 發表π是無理數的證明（成為證明此特性的第一人）
- 提出宇宙存在其他行星系，甚至是其他星系的假說
- 首度將雙曲函數引入三角學
- 研究非歐幾何，包括雙曲三角形的角度與面積
- 研發第一款實用的濕度計
- 研究地图投影（橫軸墨卡托投影）